# Sondermunitionslager Wesel-Diersfordt
Das Sondermunitionslager Wesel-Diersfordt ist ein ehemaliges Depot für Nuklearwaffen im Ortsteil Diersfordt 8 km nordwestlich von Wesel. Die atomaren Sprengköpfe waren für das in der Schill-Kaserne, Wesel, stationierte Raketenartilleriebataillon 150 bestimmt, darunter ab 1961 Nukleargefechtsköpfe W52 für die Kurzstreckenrakete MGM-29 Sergeant, ab 1977 Nukleargefechtsköpfe W70 für die Kurzstreckenrakete MGM-52 Lance. Etwa im Jahre 1991 wurde das Lager geräumt.
Siehe auch: Atomwaffen in Deutschland, Liste von Nuklearsprengköpfen